# Gianpaolo Scarante
Gianpaolo Scarante (* 15. Juli 1950 in Venedig) ist ein italienischer Diplomat im Ruhestand.

## Werdegang
Er schloss ein Studium der Politikwissenschaft mit Auszeichnung und Ehrungen an der Universität Padua ab und wurde Assistent am Lehrstuhl für Völkerrecht an der Universität Padua.
1975 besuchte er den Diplom-Karrierevorbereitungskurs an der Paul H. Nitze School of Advanced International Studies der Johns Hopkins University in Bologna, trat in den auswärtigen Dienst und wurde an der italienischen Botschaft in Tirana (Albanien) beschäftigt.
Bis 1986 war er Konsul in Dortmund.
Ab 1986 war er stellvertretender Leiter der Special Affairs Unit im Ministerium für auswärtige Angelegenheiten und internationale Zusammenarbeit (Italien), für die internationale Koordinierung und Zusammenarbeit bei der Bekämpfung des Terrorismus.
Er leitete die Handelsabteilung an der Botschaft in Tunis (Tunesien).
Anschließend war er Gesandtschaftsrat erster Klasse in Rabat (Marokko).
Ab 1998 war er Koordinator für die mittel- und osteuropäischen Staaten.
Anschließend leitete er die Abteilung IV Europa.
Anschließend war er Bürovorsteher der Abteilung III.
Ab Oktober 2001 war er Bürovorsteher des Staatssekretärs für auswärtige Angelegenheiten.
Anschließend war er Bürovorsteher des Außenministers.
Ab November 2002 war er diplomatischer Zusatzberater des Präsidenten des Ministerrats.
Am 29. November 2004 wurde er außerdem zum Sonderbeauftragten des Präsidenten des Ministerrats für den Balkan ernannt.
Ab September 2005 bekleidete er das Amt des diplomatischen Beraters des Präsidenten des Ministerrats.
Von September 2006 bis Juni 2010 war er Botschafter in Athen. In seiner Amtsführung zeigte er eine bemerkenswerte Offenheit bezüglich der historischen Verantwortung des Amtes.
Von 24. Juli 2010 bis 2013 war er Botschafter in Ankara.